# Andrew R. Pearce
Andrew R. Pearce (1966) è un astronomo amatoriale australiano.
Andrew Pearce è un astrofilo che si occupa principalmente dell'osservazione e della conferma di comete e nove dal 1982, in particolare è un importante contributore dell'International Comet Quarterly .

## Stelle variabili
Pearce ha cominciato ad osservare stelle variabili fin dal 1989, dal 2010-2011  ha cominciato a collaborare con l'AAVSO con la sigla PEX : nel 2018 ha raggiunto le 101.834 osservazioni visuali , nel 2023 ha raggiunto le 51.171 osservazioni tramite CCD .

## Scoperte
Pearce ha scoperto, al 13 gennaio 2025, cinque nove:
| Tipo di oggetto    | Denominazione | Anno della scoperta | Coscopritori                    | Fonti       |
| ------------------ | ------------- | ------------------- | ------------------------------- | ----------- |
| nova               | V6595 Sgr     | 4 aprile 2021       | -                               | [ 6 ] [ 7 ] |
| nova ? nova nana ? | FQ Circinus   | 25 giugno 2022      | -                               | [ 8 ]       |
| nova               | V6596 Sgr     | 19 febbraio 2023    | Yukio Sakurai - Hideo Nishimura | [ 9 ]       |
| nova               | V1716 Sco     | 18 aprile 2023      | -                               | [ 10 ]      |
| nova               | V6598 Sgr     | 15 luglio 2023      | -                               | [ 11 ]      |
| nova               | V1723 Sco     | 9 febbraio 2024     | -                               | [ 12 ]      |

Pearce è stato anche scopritore indipendente di quattro altre nove: nel 2024 della V4370 Oph  e della V1725 Sco , nel 2025 della V7992 Sgr  e della V572 Vel .

## Riconoscimenti
Nel 2000 gli è stata assegnata la Medaglia Berenice e Arthur Page .
Nel 2004 gli è stato dedicato un asteroide, 78430 Andrewpearce .